# Visumbeleid van Vaticaanstad
Hoewel Vaticaanstad geen lid is van de Europese Unie of de Europese Economische Ruimte, handhaaft het een open grens met Italië en wordt het behandeld als onderdeel van het Schengengebied. Aangezien Vaticaanstad alleen toegankelijk is via Italië, is het niet mogelijk om Vaticaanstad binnen te gaan zonder eerst het Schengengebied te betreden. Daarom zijn de Schengen-visumregels de facto van toepassing. Echter, aangezien Vaticaanstad geen toeristische accommodaties (hotels of huurappartementen) heeft, is het vrijwel onmogelijk om er überhaupt als toerist te overnachten.

## Bilaterale overeenkomsten
Vaticaanstad ondertekent onafhankelijke visumvrije overeenkomsten die van symbolische waarde zijn voor buitenlandse burgers, maar die wel effect hebben op houders van een Vaticaans paspoort.  